# Opius villavicenciensis
Opius villavicenciensis är en stekelart som beskrevs av Fischer 1963. Opius villavicenciensis ingår i släktet Opius och familjen bracksteklar. Inga underarter finns listade i Catalogue of Life.